# دار الواد اوضيار (ازغيرة)
دار الواد اوضيار هي إحدى مشيخات المملكة المغربية، تتبع جغرافيا لإقليم وزان وإداريًا لازغيرة. يقدر عدد سكانها بـ 6350 نسمة حسب الإحصاء الرسمي للسكان والسكنى لسنة 2004.